# Пинкни, Чарльз (губернатор)
Чарльз Пинкни (англ. Charles Pinckney; 26 октября 1757, Чарльстон, Южная Каролина — 12 октября 1824) — американский политик, сенатор, 37-й губернатор штата Южная Каролина, один из подписавших Конституцию США. Двоюродный брат Чарльза Коутсуорта Пинкни. Чарльз Пинкни стал предком семи будущих губернаторов Южной Каролины, некоторые из которых сыграли важную роль в истории штата, как, например, представители семей Мэйбенк и Ретт.

## Биография
Чарльз Пинкни родился в Чарльстоне, Южная Каролина, в 1757 году. Его отец, полковник Чарльз Пинкни-старший, был богатым плантатором и адвокатом, и после его смерти в 1782 году Чарльз-младший унаследовал Ферму Сни, фамильную усадьбу за городом, завещанную ему отцом. Учился на юриста — по-видимом, в своём родном городе — и начал заниматься юридической практикой там же с 1779 года.
Во время Войны за независимость США молодой Чарльз Пинкни был зачислен в ополчение (хотя его отец неоднозначно отнёсся к революции). Он получил звание лейтенанта и участвовал в осаде Саванны (сентябрь-октябрь 1779 года). Когда Чарльстон был взят англичанами, он попал к ним в плен и оставался в плену до июня 1781 года.
Пинкни также начал свою политическую карьеру, избираясь в Континентальный конгресс (1777-78 и 1784-87) и Конгресс Южной Каролины — законодательное собрание штата (1779-80, 1786-89, 1792-96). Будучи ярым националистом, он много работал в Конгрессе, чтобы добиться, чтобы США получили право на судоходство по реке Миссисипи, а также для укрепления власти Конгресса.
Роль Пинкни в Конституционном Филадельфийском Конвенте является спорной. Хотя он был одним из самых молодых делегатов, он впоследствии утверждал, что был там одним из самых влиятельных и будто бы представил проект, известный как «План Пинкни», который стал основной для окончательной редакции Конституции США. Его план представлял собой более проработанную версию так называемого «Плана Вирджинии», предложенного Эдмундом Рэндольфом, но это было проигнорировано другими делегатами. Тем не менее, большинство историков признаёт, что он действительно был важным делегатом на Конвенте. Из-за своего тщеславия Пинкни впоследствии утверждал, что тогда ему было 24 года, и это позволяло ему претендовать на статус самого молодого из делегатов. В действительности же тогда ему было уже тридцать лет. Он присутствовал на Конвенте целый день и, будучи хорошим оратором, говорил много, часто и долго; Пинкни действительно внёс огромный вклад в формирование окончательного проекта Конституции, ускорение его принятия и разрешение проблем, которые возникли во время дебатов. Он также работал над ратификацией в Южной Каролине (1788 год).
В том же году он женился на Мэри Лоуренс, дочери богатого плантатора и влиятельного политического деятеля из Южной Каролины Генри Лоуренса. У них было не менее трёх детей, но после рождения последнего из них Мэри умерла.
Среди его родственников со стороны жены были полковник Джон Лоуренс и американский представитель (член Палаты представителей) Дэвид Рамсей; другой его шурин был женат на дочери губернатора Южной Каролины Джона Ратледжа.
Впоследствии занимал различные должности: с 1789 по 1792 годы был губернатором Южной Каролины, в 1790 году — председателем Конституционного Конвента страны. В этот период был известен как федералист, будучи в Федеральной партии лидером вместе со своим двоюродным братом, но затем, в 1795 году, перешёл в Республиканско-демократическую партию, то есть, по сути, сменил свой электорат на жителей окраин штата с родственной ему аристократии. В 1796 году снова стал губернатором Южной Каролины, а в 1798 году благодаря поддержке партии был избран в Сенат США. Там он резко выступал против своей бывшей партии, а во время президентских выборов 1800 года был менеджером предвыборной кампании Томаса Джефферсона в Южной Каролине.
Победивший Джефферсон назначил Пинкни послом в Испании (1801—1805 годы), и, будучи на этой должности, он усиленно, но безуспешно боролся за то, чтобы Испания передала США Флориду, и способствовал тому, чтобы Испания поддержала приобретение Луизианы у Франции в 1803 году.
После завершения дипломатической карьеры его взгляды стали ближе к демократии, и Пинкни отправился обратно в Чарльстон, где возглавил Республиканско-демократическую партию. Он работал в законодательном собрании штата в 1805-06 годах, а затем вновь был избран губернатором Южной Каролины (1806-08 г.г.). В этой должности он выступал за законодательное перераспределение, при котором районы окраин получили бы больше представительских мест в органах власти, и выступал за введение всеобщего избирательного права для белых мужчин. С 1810 по 1814 год он вновь работал в законодательном собрании штата, а затем временно отошёл от политики. В 1818 году он победил на выборах в Палату представителей США, где выступал против Миссурийского компромисса.
В 1821 году здоровье Пинкни ухудшилось, и он в последний раз отошёл от политической деятельности. Он умер в 1824 году, за три дня до своего 67-летия. Похоронен у епископальной церкви на кладбище Сент-Филипс в Чарльстоне.
Его ферма Сни сохранена как исторический памятник. Его сын Генри Пинкни (24 сентября 1794 — 3 февраля 1863 г.г.) избирался сенатором США от Южной Каролины.

### Статьи
- Marvin R. Zahniser. The First Pinckney Mission to France (англ.) // The South Carolina Historical Magazine. — South Carolina Historical Society, 1965. — Vol. 66, iss. 4. — P. 205-217.